# 哈罗德·沃尔登
哈罗德·沃尔登（英語：Harold Walden，1887年10月10日—1955年12月2日），英国男子足球运动员，司职前锋。他曾代表英国国家队参加1912年夏季奥林匹克运动会足球比赛，获得一枚金牌。